# ロバート・カーニー
“ミック” ロバート・ボストウィック・カーニー（Robert Bostwick Carney、1895年3月26日-1990年6月25日）は、アメリカ合衆国の海軍軍人。最終階級は海軍大将。
第二次世界大戦中はウィリアム・ハルゼー海軍元帥の参謀長として仕え、冷戦期のドワイト・D・アイゼンハワー政権下においては南ヨーロッパ方面のNATO部隊司令官を経てアメリカ海軍作戦部長を務めた。

## 生涯

### 前半生
“ミック”こと、ロバート・ボストウィック・カーニーは1895年3月26日にカリフォルニア州ヴァレーホに、父ロバート・エメット・カーニー海軍少佐と母バーサ・カーニーの子として生まれる。海軍兵学校（アナポリス）に進み、1916年に卒業。卒業年次から「アナポリス1916年組」と呼称されたこの世代からは、太平洋艦隊司令長官兼太平洋軍最高司令官や統合参謀本部議長を務めたアーサー・W・ラドフォード、カーニーの前の海軍作戦部長であるウィリアム・フェクテラー、空母任務部隊を指揮し三軍統合問題で海軍を追われたジェラルド・F・ボーガンらがいる。
卒業後、カーニーは少尉候補生として戦艦「ニューハンプシャー」 (USS New Hampshire, BB-25) 乗組みとなったあと、1916年10月からは駆逐艦母艦「ディキシー」 (USS Dixie, AD-1) に転じた。アイルランドのクイーンズタウンに進出したのち、同地でアメリカの第一次世界大戦参戦を迎えたあとの1917年7月、カーニーは駆逐艦「ファニング」 (USS Fanning, DD-37) に移り、イギリス海軍のサー・ルイス・バイリー大将指揮の下で艦隊に付属した。「ファニング」でのカーニーは砲術と水雷担当の士官を務め、1917年11月17日に「ファニング」がドイツ帝国UボートU-58を撃沈した際には、U-58の捕虜を救助してクイーンズタウンまで護送したが、カーニーはこの戦闘での行為が評価されて表彰された。

### 戦間期
大戦終結後の1920年代後半、カーニーは戦闘艦隊司令長官ルイス・R・デ・スタイガー大将付として旗旒担当士官となる。しかし、戦闘艦隊時代のカーニーは横柄な態度をとるデ・スタイガーとはそりが合わず、その関係については後年に「圧力、短気、批判、そして不快」であったと回想している。有名なのは、デ・スタイガーら幕僚の集合写真を撮影することになった際、カーニーは「提督、私は貴殿が『雌犬の最悪な腐った息子』だと思う」と言い捨てて集合から離れた。デ・スタイガーはカーニーと海兵隊抜きで行った撮影後、個人的にカーニーの個室を訪れ、「貴殿は、あまりにも一生懸命働きすぎた」と謝罪した。カーニーは先の回想を「デ・スタイガーとの3年間の経験は貴重なものだったかどうかは結論できない」、「こういうことは、いずれは繰り返される」と続けている。
カーニーは戦間期において先述の戦闘艦隊スタッフのほか、戦艦や巡洋艦での砲術士官、駆逐艦や輸送艦の艦長を歴任し、陸に上がってからは艦隊訓練部隊司令や海軍長官のオフィス付にもなった。

### 第二次世界大戦
第二次世界大戦勃発後の1941年2月当時、カーニーは大佐として太平洋方面で海軍航空隊司令として装備、特別訓練および組織改編にたずさわっていたが、大西洋方面での航空機と潜水艦からの脅威に対処するため、部隊ごと大西洋方面に召喚された。この部隊は、中立パトロールの一環として関与していた輸送船団の護衛にあてられることとなった。1941年9月13日から1942年9月までの間は、アーサー・ブリストル中将の参謀長としてアルゼンチア海軍基地に詰めた。この間、部隊は2,600隻もの各種艦船を護衛し、わずか6隻の損失で切り抜けた。この実績に対し、カーニーに海軍殊勲章が授与された。
次いで1942年10月15日からは新鋭の軽巡洋艦「デンバー」 (USS Denver, CL-58) の初代艦長となる。カーニーは「デンバー」艦長という職務を「さらに重要な職につくための一時的な任務」と解釈していた。「デンバー」は南太平洋に回航され、ハルゼー率いる南太平洋軍の一員としてソロモン諸島の戦いにおける日本軍との対決に従事する。1943年3月5日のビラ・スタンモーア夜戦では、カーニーの「デンバー」はアーロン・S・メリル少将（アナポリス1912年組）率いる第68任務部隊に加わり、輸送作戦から帰投途中の日本海軍の駆逐艦「村雨」と「峯雲」を一方的に攻撃して撃沈した。この海戦でレジオン・オブ・メリットとV徽章付ブロンズスター・メダルを授与された。7月26日夜にはコロンバンガラ島、ショートランド諸島の日本軍に対する艦砲射撃を実施した。
ところで、当時のハルゼーの参謀長を務めていたのはマイルズ・ブローニング大佐（アナポリス1918年組）であった。ブローニングは周囲との軋轢を幾度となく繰り返し、何かと評判の芳しくない人物であったが、ハルゼーがかばって手元に置き続けていた。ブローニングはまた航空部門に長けており、ミッドウェー海戦直前に急病で戦線を離れたハルゼーに代わって空母任務部隊の指揮を執ったレイモンド・スプルーアンス中将（アナポリス1907年組）を補佐して海戦を勝利に導いた実績もあった。しかし、ブローニングの悪い評判はワシントンにまで届いており、フランク・ノックス海軍長官と合衆国艦隊司令長官兼海軍作戦部長アーネスト・キング大将（アナポリス1901年組）は、太平洋艦隊司令長官チェスター・ニミッツ大将（アナポリス1905年組）を通じ、ハルゼーに対してブローニングの更迭を要求。ハルゼーはなかなか要求には応じなかったが更迭は強行され、ブローニングは新鋭空母「ホーネット」 (USS Hornet, CV-12) の初代艦長に転じた。
キングはハルゼーに対して後任の参謀長候補を3名提示したが、その中にカーニーも含まれていた。ハルゼーは「もっとも短気ではなさそうな」という理由でカーニーを参謀長として選び、選ばれたカーニーはいったんは「格下げ」と感じたものの、少将に昇進すること、ハルゼーを個人的に信奉していたこと、司令部から作戦を監視するという役目に魅力を感じたこともあって快諾。人事は7月29日付で発令された。カーニーは南太平洋方面において後方支援体制の整備に尽力し、その功績に対して二度目の海軍殊勲章が授与された。
南太平洋軍（第3艦隊）時代は外に日本軍、隣にはダグラス・マッカーサー陸軍大将をトップに頂く南西太平洋軍という「難敵」が控えており、特に後者に関しては協議のためしばしば顔を合わせなければならなかった。1944年1月に真珠湾で開催された太平洋戦線に関する戦略会議に、ハルゼーの代理で出席したカーニーはほかの海軍側出席者とともに、マッカーサーが主張するニューギニア島からミンダナオ島にいたる戦略ルートに「うっかり」賛成し、マッカーサー側が主張していたカビエン攻略の用意さえ命じていた。マッカーサーとの「戦い」もしばしばあったが、最終的にはハルゼーの働きや、はるか上の統合参謀本部の意向もあって大過なく終わった。

### 第3艦隊
ソロモン方面の戦闘も一段落し、第3艦隊は第5艦隊とともに高速空母任務部隊を指揮下に置くこととなった。カーニーは引き続き参謀長を務め、第3艦隊指揮下の高速空母任務部隊はマーク・ミッチャー中将（アナポリス1910年組）のもとで第38任務部隊を名乗り、最初の戦いとしてパラオからリンガエン湾までの各戦線および1944年10月のレイテ沖海戦を戦った。
この最中、カーニーはハルゼーの激しい動揺を目の当たりにすることとなる。10月24日、第38任務部隊は反復空襲によって栗田健男中将の日本艦隊を「引き返させた」。ハルゼーは栗田艦隊をもはや脅威とはみなさず、北方の小沢治三郎中将の機動部隊への攻撃に全力を挙げることとなった。ウィリス・A・リー中将（アナポリス1908年組）に戦艦を主体とする第34任務部隊を臨時に編成させ、空母3個任務群とともに小沢艦隊を目指したが、小沢艦隊は囮であった。栗田艦隊は空襲が止むと再反転して夜中にサンベルナルジノ海峡を突破し、10月25日早朝に護衛空母主体の第77任務部隊の前に出現する。第7艦隊司令長官トーマス・C・キンケイド中将（アナポリス1908年組）は栗田艦隊の出現に大いに驚いたが、それ以上に第38、第34両任務部隊が小沢艦隊攻撃に殺到していることを知って仰天する。キンケイドはハルゼーに対して大至急の支援を要請し、ジェシー・B・オルデンドルフ中将（アナポリス1909年組）の旧型戦艦群が「弾薬欠乏に陥っている」ことも伝えてハルゼーに少なからぬショックを与えた。ハルゼーに対する痛恨の一打は10時ごろ、ニミッツから発せられた電文であった。
電文を読んだハルゼーは帽子をわしづかみにして甲板に叩き付け、大声で泣き出した。カーニーはその様子を目撃すると「やめて下さい！いったいどうしたんですか？しっかりして下さい！」と叫んでハルゼーの体を押さえつけて落ち着かせた。落ち着きを取り戻したハルゼーは件の電文をカーニーに渡し、1時間後にほとんどの部隊を反転させて第7艦隊支援に向かうことを命じた。カーニーはレイテ沖海戦の戦功で海軍十字章と海軍殊勲章に代わる金星章を授与された。
1945年1月の南シナ海進入のグラティテュード作戦で第1期の作戦を終えた第3艦隊は、沖縄戦終盤の1945年5月末に戦線に戻り、7月から8月にかけての日本本土への最終攻撃を行って8月15日の終戦を洋上で迎えた。カーニーは東京湾に第3艦隊を迎え入れるため先行し、横須賀鎮守府（戸塚道太郎中将）区域の降伏を受領。9月2日の戦艦「ミズーリ」 (USS Missouri, BB-63) における降伏文書調印式にも参列した。

### 海軍作戦部長

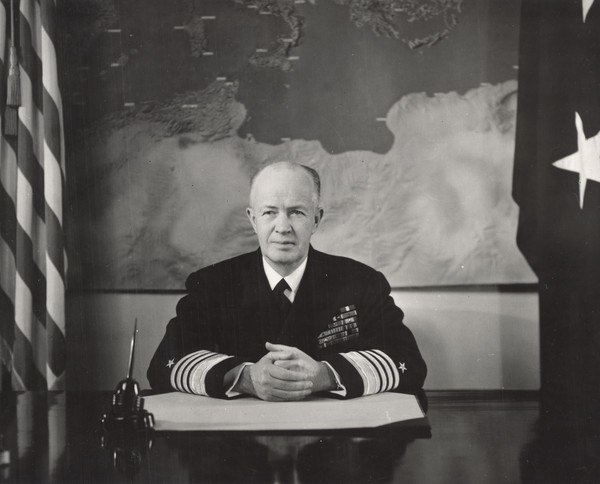
海軍作戦部長時代のカーニーの公式ポートレート

戦争終結後の1946年、カーニーは中将に昇進する。1950年2月まで海軍作戦副部長の職にあり、東海岸方面で第2艦隊の運用方法に関する研究も行った。1950年10月2日に大将に昇進し、1951年から1953年まではイタリア、ギリシャおよびトルコの各国軍を管轄する南ヨーロッパ方面NATO部隊司令官と第6艦隊司令長官を兼任し、ナポリに滞在した。ナポリ滞在中の1951年7月21日、時の海軍作戦部長フォレスト・シャーマン大将（アナポリス1918年組）がNATO内の問題解決のためナポリを訪れていたが、オペラ鑑賞後に二度の心臓発作を起こして翌7月22日に急死し、カーニーはシャーマン夫人とともにその最期を看取った。
翌1952年6月14日、カーニーはアメリカ軍関連の部門をジェラルド・ライト中将（アナポリス1918年組）に委ねてロンドンに創設した新司令部移動させ、以降はNATO関連の職務に専念して1953年3月にジョン・キャサディ中将にポストを譲って退任した。帰国後の1953年5月13日、カーニーはアイゼンハワー大統領によって海軍作戦部長に任命され、1955年に任期を全うしたことをもって退役した。
退役後はバス鉄工所会長など、主に防衛産業にかかわる企業の会長職を歴任した。1985年にアナポリスの歴史学名誉教授だったE・B・ポッターによってハルゼーの伝記 "BULL HALSEY" （日本名『キル・ジャップス！ ブル・ハルゼー提督の太平洋海戦史』）が出版された際には、「簡単にはこの本を置くことはできなかった」と賛辞を寄せた。1990年6月25日、カーニーはワシントンD.C.で95年の生涯を終え、アーリントン国立墓地に埋葬された。
アーレイ・バーク級ミサイル駆逐艦の14番艦「カーニー」 (USS Carney, DDG-64) はカーニーを記念して命名された。

## 受章歴
| Gold star · Gold star · Gold star                                   |                       |           |
| V                                                                   | V                     | Gold star |
| Gold star                                                           |                       |           |
| Silver star · Bronze star · Bronze star · Bronze star · Bronze star |                       |           |
|                                                                     | Gold star · Gold star |           |

| 1st Row | 海軍十字章                                                      | 海軍十字章                                                      | 海軍十字章                                                      | 海軍十字章                                                      | 海軍十字章                      | 海軍十字章                      | 海軍殊勲章 / 三個金星章         | 海軍殊勲章 / 三個金星章         | 海軍殊勲章 / 三個金星章            | 海軍殊勲章 / 三個金星章            | 海軍殊勲章 / 三個金星章            | 海軍殊勲章 / 三個金星章            |
| 2nd Row | レジオン・オブ・メリット / V徽章                                | レジオン・オブ・メリット / V徽章                                | レジオン・オブ・メリット / V徽章                                | レジオン・オブ・メリット / V徽章                                | ブロンズスター・メダル / V徽章  | ブロンズスター・メダル / V徽章  | ブロンズスター・メダル / V徽章  | ブロンズスター・メダル / V徽章  | 第一次世界大戦戦勝章 / 防衛略章    | 第一次世界大戦戦勝章 / 防衛略章    | 第一次世界大戦戦勝章 / 防衛略章    | 第一次世界大戦戦勝章 / 防衛略章    |
| 3rd Row | アメリカ防衛従軍記章 / 大西洋従軍略章                           | アメリカ防衛従軍記章 / 大西洋従軍略章                           | アメリカ防衛従軍記章 / 大西洋従軍略章                           | アメリカ防衛従軍記章 / 大西洋従軍略章                           | アメリカ従軍記章                | アメリカ従軍記章                | アメリカ従軍記章                | アメリカ従軍記章                | ヨーロッパ・アフリカ・中東従軍記章 | ヨーロッパ・アフリカ・中東従軍記章 | ヨーロッパ・アフリカ・中東従軍記章 | ヨーロッパ・アフリカ・中東従軍記章 |
| 4th Row | 太平洋戦争従軍記章 / 一個シルバー功労章および四個ブロンズ功労章 | 太平洋戦争従軍記章 / 一個シルバー功労章および四個ブロンズ功労章 | 太平洋戦争従軍記章 / 一個シルバー功労章および四個ブロンズ功労章 | 太平洋戦争従軍記章 / 一個シルバー功労章および四個ブロンズ功労章 | 第二次世界大戦戦勝章            | 第二次世界大戦戦勝章            | 第二次世界大戦戦勝章            | 第二次世界大戦戦勝章            | 海軍職務従事章                     | 海軍職務従事章                     | 海軍職務従事章                     | 海軍職務従事章                     |
| 5th Row | 国土防衛従軍章                                                  | 国土防衛従軍章                                                  | 国土防衛従軍章                                                  | 国土防衛従軍章                                                  | フィリピン自由メダル / 二個星章 | フィリピン自由メダル / 二個星章 | フィリピン自由メダル / 二個星章 | フィリピン自由メダル / 二個星章 | 大英帝国勲章                       | 大英帝国勲章                       | 大英帝国勲章                       | 大英帝国勲章                       |